# Hyman de Rood
Hyman de Rood (Amsterdam, 13 mei 1871 – aldaar, 6 december 1929) was een Nederlands biljarter. Hij nam tussen seizoen 1912–1913 en 1926–1927 deel aan vier nationale kampioenschappen in de ereklasse.

## Titel
- Nederlands kampioen (1x)

Ankerkader 45/2: 2e klasse 1919–1920

## Deelname aan Nederlandse kampioenschappen in de Ereklasse
| Nr. | Kampioenschap        | Plaats     | Klassering | Alg. gemiddelde |
| --- | -------------------- | ---------- | ---------- | --------------- |
| 1.  | AK 45/2 1912–1913    | Arnhem     | 5e         | 6,04            |
| 2.  | AK 45/2 1913–1914    | Leeuwarden | 7e         | 5,18            |
| 3.  | AK 45/2 1914–1915    | Amsterdam  | 3e         | 8,01            |
| 4.  | Driebanden 1926–1927 | Den Haag   | 3e         | 0,469           |